# María Soledad (telenovela)
María Soledad  es una telenovela ecuatoriana emitida en televisión abierta por Ecuavisa (1995). Fue escrita por María Antonieta Gómez, producida por Centauro Producciones y dirigida por Carl West en su primera parte y Luis Guillermo Camacho en su segunda parte. Es una adaptación de Marisela, telenovela venezolana del desaparecido RCTV de 1982. El personaje principal es María Soledad, una joven poco instruida pero perspicaz, poseedora de una encantadora belleza que cautivará las miradas de todos los hombres. 
Está protagonizada por Lady Noriega, Mauro Urquijo y Marisol Romero, con las participaciones antagónicas de Álvaro Ruiz, Stella Rivero, Eduardo Hurtado y Estela Álvarez.

## Sinopsis
María Soledad es el drama de una poco instruida pero perspicaz joven, poseedora de una encantadora belleza que cautivará las miradas de todos los hombres. María Soledad huye de su pueblo y de su alcohólico y abusivo padre con la compañía de su amor platónico. Con una maleta llena de esperanzas, viaja a la ciudad de Guayaquil en busca de un nuevo camino en su vida. Marisol se hace pasar por la esposa de uno de los industriales más ricos del país, Alejandro Montalvo, y consigue hospedarse sin un centavo en el hotel El León, cuyo dueño es cliente regular de uno de los almacenes de Don Alejandro. En el hotel reside la manipuladora Elena, quien ve a Marisol y a aquella supuesta relación con Don Alejandro como una magnífica fuente de ingresos, por lo que astutamente se presenta ante ella como una «consejera y guardiana de sus intereses». 
Instalada en lo que parecería ser su nueva vida, Marisol conocerá accidentalmente a Ricardo Montalvo, ignorando que es hijo del acaudalado Alejandro. Desde el primer intercambio de miradas, Ricardo cae perdidamente enamorado por Marisol, a quien dedica una dulce atención sin medidas. Su determinación por enamorar a María Soledad y la atracción inevitable entre los dos serán la chispa que encienda un enardecido e incomparable romance, que desafía los convencionalismos y conquistará las diferencias entre clases sociales, envidia y celos, por amor, tristeza, soledad y amargura.

## Elenco
- Lady Noriega - María Soledad González Mejía de Montalvo[1]
- Mauro Urquijo - Ricardo Montalvo Borja
- Álvaro Ruiz  - Alejandro Montalvo
- Stella Rivero - Lucrecia de Montalvo
- Marisol Romero - Rocío Mejía.
- Eduardo Hurtado - Alacrán González
- Estela Álvarez - Elena de la Trinidad López
- Gonzalo Samper  - Eduardo Ponce
- Jennifer Oeschle - Gisela Mejía
- Xavier Romero  - Raúl Mejía
- Verónica Noboa - Laura Mejía
- Johnny Sotomayor - León Mejía
- Diego Pérez Terán - Marqués
- Jimmy Tamayo - José Mercedes Gamboa
- Lisette Akel - Beatriz Mejía
- Azucena Mora - Petra
- Freddy Zamora - Rambo
- Elvira Carbo - Melcocha
- Amparo Guillén - Nana
- Maricela Gómez - Sonia
- Antonio Santos - Alberto Mejía
- Carlos Valencia - Comisario Cortés
- Ramiro Pérez - Matías
- Christian Norris - Juan Andrés Montalvo
- Jéssica Bermúdez - Raiza Montalvo[2][3]
- Edgar Sánchez Flores - Comisionado del Registro Civil (Boda)
- Tania Márquez - Silvia Mejía[4][5]

## Versiones
- María Soledad es un remake de la telenovela Marisela, escrita por María Antonieta Gómez, producida por la extinta cadena venezolana RCTV y protagonizada por Tatiana Capote, Franklin Virgüez y Loly Sánchez.